# Skellefteå Drive Center Arena
Die Skellefteå Drive Center Arena ist Schwedens nördlichste permanente Rennstrecke. Sie liegt etwa 40 km nördlich der Gemeinde Skellefteå in der Provinz Västerbottens län. Durch ihre nördliche Lage in der Nähe des Polarkreises gestattet sie im Sommer Rennen zu Mitternacht.

## Geschichte
Die Rennstrecke wurde 2008 auf dem Gelände der 2006 stillgelegten Fällfors Air Base, eines ehemaligen Militär-Flugfeldes, durch den lokalen Unternehmer Bengt Astergren angelegt und eröffnet. 2018 erfolgte der Umbau von einem Flugplatzkurs in eine echte permanente Rennstrecke, die am 14. Juni 2019 wieder eröffnet wurde. Für den Entwurf der Strecke zeichnete die Firma Test & Training International des ehemaligen F1-Piloten Alexander Wurz verantwortlich.

## Streckenbeschreibung
Die Strecke nutzt 2 der 3 ehemaligen Startbahnen des Flugfelds sowie Verbindungs-Rollbahnen. Die Boxengasse umfasst 24 Garagen. Sie ist die längste derzeit aktiv für Rennen genutzte Rennstrecke in Schweden.

## Veranstaltungen
2019 schloss der Betreiber des Kurses eine Vereinbarung mit der STCC ab, nach der die Serie erstmals ein Mitternachtsrennen auf dem in der Nähe des Polarkreises liegenden Kurses abhielt. Die Vereinbarung wurde über 10 Jahre Laufzeit getroffen. Allerdings fand die erste Ausgabe dieses Laufes dann aufgrund der finanziellen Probleme der STCC in der Saison 2019 durch die TCR Skandinavia statt.
Neben der STCC traten bislang die folgenden weiteren Serien auf dem Kurs an:
- TCR Scandinavia
- Formula Nordic
- Porsche Carrera Cup Scandinavia
- GT4 Scandinavia
- Midnattssolsloppet